# Astragalus aduncus
Astragalus aduncus är en ärtväxtart som beskrevs av Carl Ludwig von Willdenow. Astragalus aduncus ingår i släktet vedlar, och familjen ärtväxter. Inga underarter finns listade i Catalogue of Life.